# Mitrella psilla
Mitrella psilla is een slakkensoort uit de familie van de Columbellidae. De wetenschappelijke naam van de soort is voor het eerst geldig gepubliceerd in 1846 door Duclos.